# Nicolae Simionenco
Nicolae Simionenco, menționat uneori Neculai Simionenco, (n. 15 iulie 1952) este un canoist⁠(d) român de viteză care a concurat la mijlocul anilor 1970. A terminat pe locul patru în proba de 1000 m K-4⁠(d) la Jocurile Olimpice de vară din 1976 de la Montreal.

## Distincții
- Medalia „Meritul Sportiv” clasa I (18 august 1976) „pentru rezultatele deosebite obținute la Jocurile olimpice de vară de la Montreal – 1976, precum și pentru contribuția adusă la dezvoltarea activității sportive și la creșterea prestigiului sportului românesc pe plan internațional”[4]